# لهوتکا (ناحیه میلنیک)
لهوتکا (به چکی: Lhotka) یک منطقهٔ مسکونی در جمهوری چک است که در ناحیه میلنیک واقع شده‌است. لهوتکا ۵٫۳۱ کیلومتر مربع مساحت و ۲۶۶ نفر جمعیت دارد و ۲۰۵ متر بالاتر از سطح دریا واقع شده‌است.